# وشم کلمبیایی
وشم کلمبیایی (نام علمی: Crypturellus erythropus columbianus) نام یک زیرگونه از سرده دمچه‌پنهان‌ها است.